# La Madeleine-Villefrouin
La Madeleine-Villefrouin ist eine französische Gemeinde mit 32 Einwohnern (Stand: 1. Januar 2022) im Département Loir-et-Cher in der Region Centre-Val de Loire; sie gehört zum Arrondissement Blois und zum Kanton La Beauce. 

## Geographie
Die Gemeinde La Madeleine-Villefrouin liegt an der Sixtre, etwa 23 Kilometer nordnordöstlich von Blois in der kleinen Beauce. Umgeben wird La Madeleine-Villefrouin von den Nachbargemeinden Saint-Léonard-en-Beauce im Nordwesten und Norden, Le Plessis-l’Échelle im Nordosten, Talcy im Osten und Südosten, La Chapelle-Saint-Martin-en-Plaine im Südosten und Süden sowie Maves im Südwesten und Westen.

## Bevölkerungsentwicklung
| Jahr                       | 1962 | 1968 | 1975 | 1982 | 1990 | 1999 | 2011 | 2021 |
| -------------------------- | ---- | ---- | ---- | ---- | ---- | ---- | ---- | ---- |
| Einwohner                  | 59   | 41   | 33   | 36   | 36   | 28   | 28   | 32   |
| Quellen: Cassini und INSEE |      |      |      |      |      |      |      |      |

## Sehenswürdigkeiten
- Kirche Sainte-Madeleine aus dem 16. Jahrhundert

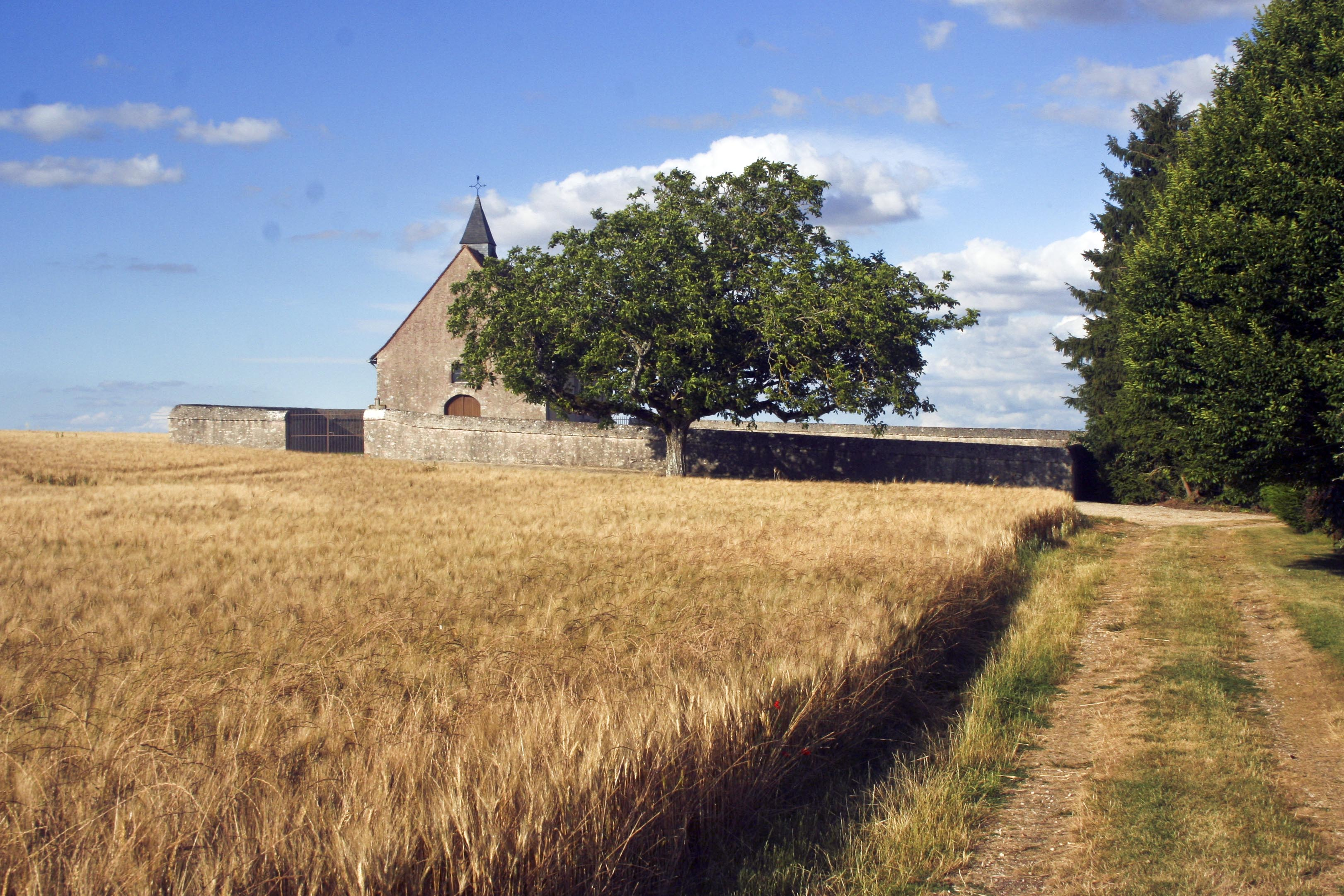
Kirche Sainte-Madeleine
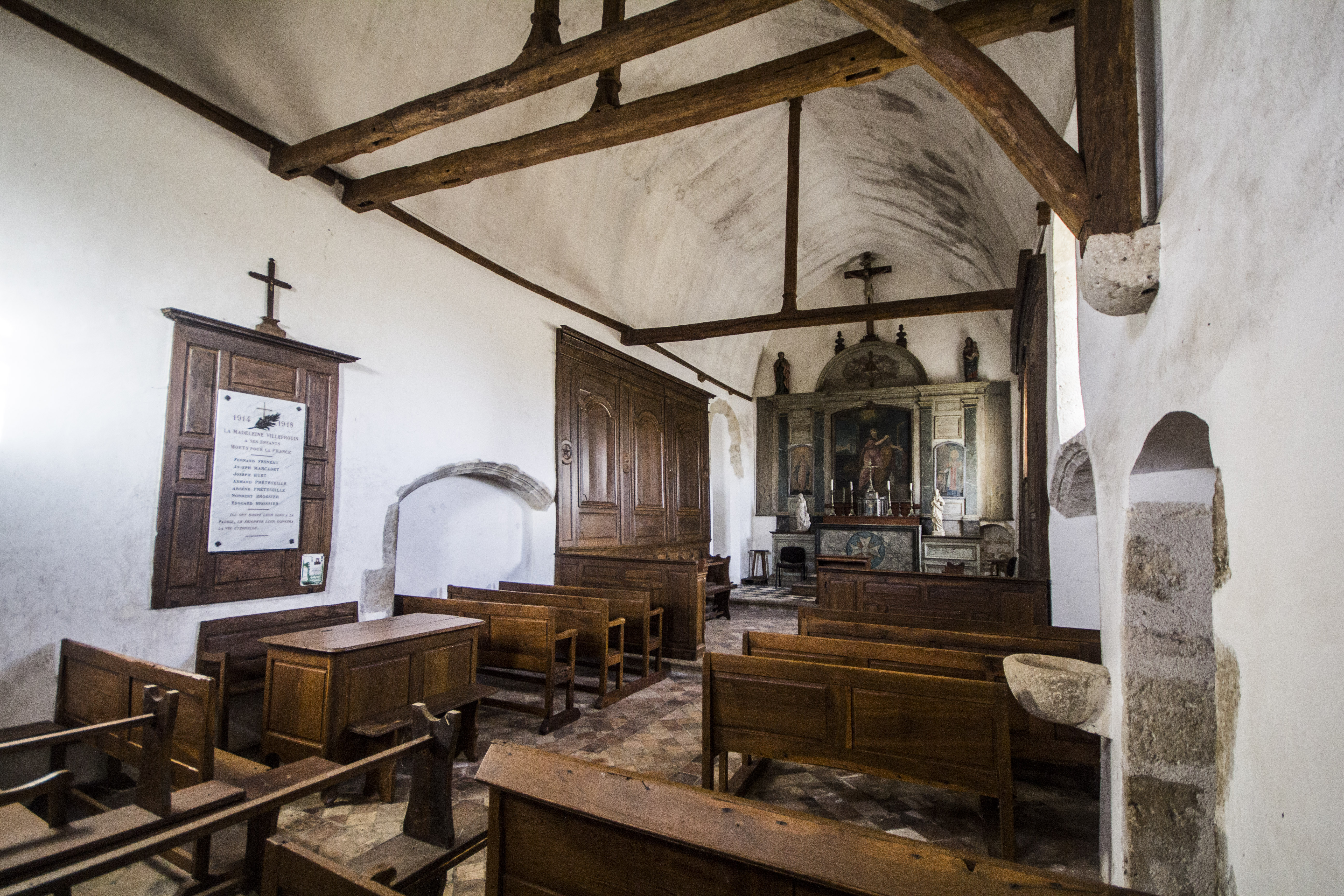
Gefallenendenkmal in der Kirche
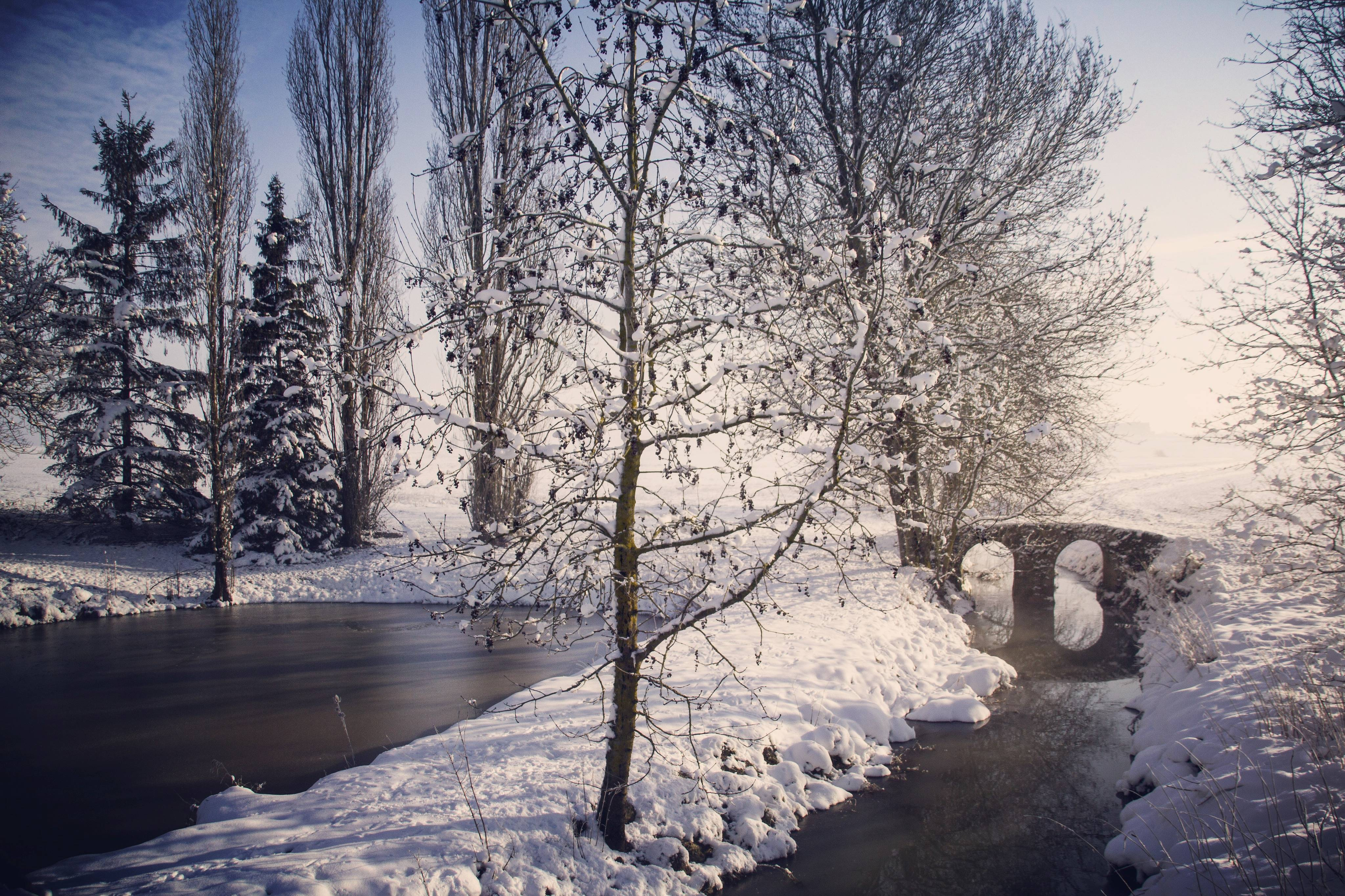
Alte Römerbrücke über die Sixtre